# 歐利歐利世界
《歐利歐利世界》是Roll7开发、Private Division发行的体育类游戏。游戏2022年发行，对应Microsoft Windows、任天堂Switch、PlayStation 4、PlayStation 5、Xbox One、Xbox Series X/S平台。据评论汇总网站Metacritic统计，游戏总体获得媒体好评。